# Ciparay (Leuwimunding)
Ciparay is een bestuurslaag in het regentschap Majalengka van de provincie West-Java, Indonesië. Ciparay telt 5681 inwoners (volkstelling 2010).